# ОШ „Бранко Ћопић” Приједор
Основна школа „Бранко Ћопић” налази се у Приједору, у Републици Српској. Налази се у улици Рудничка 13. Име је добила по Бранку Ћопићу, српском књиженику и југословенском из XX века.

## Историја
Основана је 1897. године под називом Народна пучка школа. Године 1920—1953. називала се Државна народна школа, а 1953—1992. Основна школа „Мира Цикота”. Почетком школске 1981—82. године ученици и наставници школе се усељавају у новоизграђени и савремени објекат у улици Рудничка 13. Одлуком Скупштине општине 1992. године школа је добила име „Бранко Ћопић” које и данас носи. Школске 1998—99. године установљен је Дан школе, 21. мај, дан када је Ћопић објавио прву збирку песама. Исте године су ученици креирали амблем школе, а штампан је и први број школског листа „Звонце”.
У саставу школе ради и једно подручно одељење у насељу Гомјеница. Поред одељења редовне наставе, у школи ради и одељење продуженог боравка за ученике од првог до трећег разреда. Школу похађа највећи број ученика ромске националности у односу на друге школе са територије општине Приједор. Инклузивна пракса је развијена у школи, број ученика који захтевају посебно прилагођене планове и програме је велики, а углавном су то ученици са лаком менталном ретардацијом.
У склопу школе одржава се низ секција и радионица за ученике различитих интересовања. Такође, у оквиру помоћи угроженим групама, организована је помоћ у исхрани, што у пракси значи да наставник плаћа оброк за једног ученика. Као резултат рада на пројекту Заједно против насиља – нове васпитне иницијативе, формирано је веће за превентиву нежељених облика понашања. Ученици и наставници ове школе узели су учешћа на различитим манифестацијама и књижевним сусретима.
У школи је организован пројекат „Заједно против насиља – нове васпитне иницијативе” које је формирало „Веће превенирања неприлагођеног понашања”, чија је основна делатност превенција нежељених облика понашања. Садрже ликовну, литерарну, новинарску, еколошку, луткарску, кулинарску, рецитаторску, драмску ритмичку, информатичку, саобраћајну, планинарску, грађевинску и спортску секцију, фолклор, хор и Црвени крст. Школа имплементира дечја права, превенцију насиља над децом, ненасилну комуникацију, демократизацију и учење за развој, саобраћајну културу, заштиту од мина, инклузивно образовање и друго.

## Догађаји
Традиционално организују поделу пакета у привредним предузећима општине Приједор где организују приредбе. Догађаји основне школе „Бранко Ћопић”:
- Светосавска академија[4]
- Никољдан
- Ђурђевдански фестивал
- Дан српског јединства, слободе и националне заставе
- Дан Републике Српске
- Дан планете Земље
- Дан отворених врата
- Дан ученичких постигнућа
- Књижевни сусрети на Козари[1]
- Ћопићевим стазама детињства у Хашанима[1]
- Међународна улична трка[1]
- Међународни дан жена
- Међународни дан без аутомобила
- Међународна улична трка
- Међународни дан музеја
- Међународни дан толеранције
- Међународни дан матерњег језика
- Светски дан учитеља
- Светски дан детета
- Светски дан здраве хране
- Светски дан менталног здравља
- Европска недеља спорта
- Европски дан језика
- Дечији осмех у Дервентама[1]
- Дечија недеља
- Отаџбина се брани лепотом[1]
- Културно лето Приједора[1]
- Манифестације „Упознајмо националних мањина”
- Фестивал науке у Бања Луци
- Сајам књиге у Бања Луци